# ヴァイオリンソナタ第6番 (ベートーヴェン)
ヴァイオリンソナタ第6番（ヴァイオリンソナタだいろくばん）イ長調 作品30-1 は、ルートヴィヒ・ヴァン・ベートーヴェンが1802年に作曲したヴァイオリンソナタ。

## 概要
ロシア皇帝アレクサンドル1世に献呈された「アレキサンダー・ソナタ｣の1曲であり、次作の第7番、次次作の第8番とも異なり、穏やかなゆるさが全曲を覆っている。
もともと最終楽章はクロイツェル・ソナタのそれ、タランテラになる予定であった。作曲者はここに華々しい効果を期待するよりは、次作の華やかにして雄渾な曲想を際立たせようとしたのか、伸びやかな変奏曲楽章をおいている。

## 曲の構成
- 第1楽章 アレグロ
イ長調、4分の3拍子、ソナタ形式。
16分音符のついた特徴的な主題。オクターヴ奏法とユニゾンが多く、アレグロ楽章として落ち着いた演奏が適切。

- 第2楽章 アダージョ・モルト・エスプレッシーヴォ
ニ長調、4分の2拍子、複合三部形式。
ヴァイオリンが付点リズムで春風駘蕩といった雰囲気を出す。主題はヴァイオリンで導入され、「A - A - A - G - Fis - Fis - Fis - Fis」の単純なもの。中間部は短いながら同主調（ニ短調）に変わり、単調にしていない。

- 第3楽章 アレグレット・コン・ヴァリアツィオーニ
イ長調、2分の2拍子、変奏曲形式。
主題と6つの変奏。ヴァイオリンの「E - A - Cis - Ais - H - H - A - Gis - Fis - Gis - A」の主題をピアノのアルベルティ・バスがささえる。